# Francisco Vergara Bartual
Francisco Vergara Bartual nazywany el Romano – hiszpański rzeźbiarz pochodzący z Walencji. 
Pochodził z rodziny o tradycjach artystycznych. Jego wuj Francisco Vergara i kuzyn Ignacio Vergara również byli rzeźbiarzami, a kuzyn José Vergara Gimeno został malarzem. 
Przeniósł się do Madrytu, aby tak jak jego kuzyn Ignacio studiować rzeźbę. Jego nauczycielem był mieszkający w Madrycie włoski rzeźbiarz Giovan Domenico Olivieri, któremu Vergara pomagał przy dekoracji nowo powstałej Królewskiej Akademii Sztuk Pięknych św. Ferdynanda. Jego nauczycielami byli również Leonardo Julio Capuz i Evaristo Muñoz. W 1745 r. otrzymał stypendium Akademii San Fernando i wyjechał na studia do Rzymu.